# Лама (футболіст)
Лама (порт. Lamá, нар. 1 лютого 1981, Луанда), справжнє ім'я Луїш Маймона Жуан (порт. Luís Maimona João), — ангольський футболіст, воротар клубу «Петру Атлетіку».
Виступав, зокрема, за клуб «Петру Атлетіку», а також національну збірну Анголи.

## Клубна кар'єра
У дорослому футболі дебютував 2001 року виступами за команду клубу «Атлетіку Авіасан», в якій провів половину сезону. Своєю грою за цю команду привернув увагу представників тренерського штабу клубу «Петру Атлетіку», до складу якого приєднався 2002 року. Відіграв за команду з Луанди наступні чотири сезони своєї ігрової кар'єри. Протягом 2007—2007 років захищав кольори команди клубу «Атлетіку Петролеуш ду Намібе». До складу клубу «Петру Атлетіку» повернувся 2008 року. Загалом за команду з Луанди зіграв 305 матчів.

## Виступи за збірну
У складі молодіжної збірної Анголи захищав ворота на Молодіжному Чемпіонаті світу 2001 в Аргентині.
2004 року дебютував в офіційних матчах у складі національної збірної Анголи. Наразі провів у формі головної команди країни 53 матчі.
У складі збірної був учасником чемпіонату світу 2006 року у Німеччині, Кубка африканських націй 2006 року в Єгипті, Кубка африканських націй 2008 року у Гані, Кубка африканських націй 2010 року в Анголі, Кубка африканських націй 2013 року у ПАР.

## Статистика виступів за збірну
| Збірна Анголи | Збірна Анголи | Збірна Анголи |
| Рік           | Матчі         | Голи          |
| ------------- | ------------- | ------------- |
| 2004          | 4             | 0             |
| 2005          | 1             | 0             |
| 2006          | 4             | 0             |
| 2007          | 4             | 0             |
| 2008          | 11            | 0             |
| 2009          | 9             | 0             |
| 2010          | 5             | 0             |
| Загалом       | 38            | 0             |

## Титули і досягнення
- Чемпіон Африки (U-21): 2001